# Voytek Kurtyka
Voytek Kurtyka är en bergsbestigare från Polen som var repkamrat med landsmannen Jerzy Kukuczka vid bestigningen av Broad Peak 1982 samt Gasherbrum I och II 1983. Han har också bestigit flera andra 8000 meterstoppar.